# Filtro de café

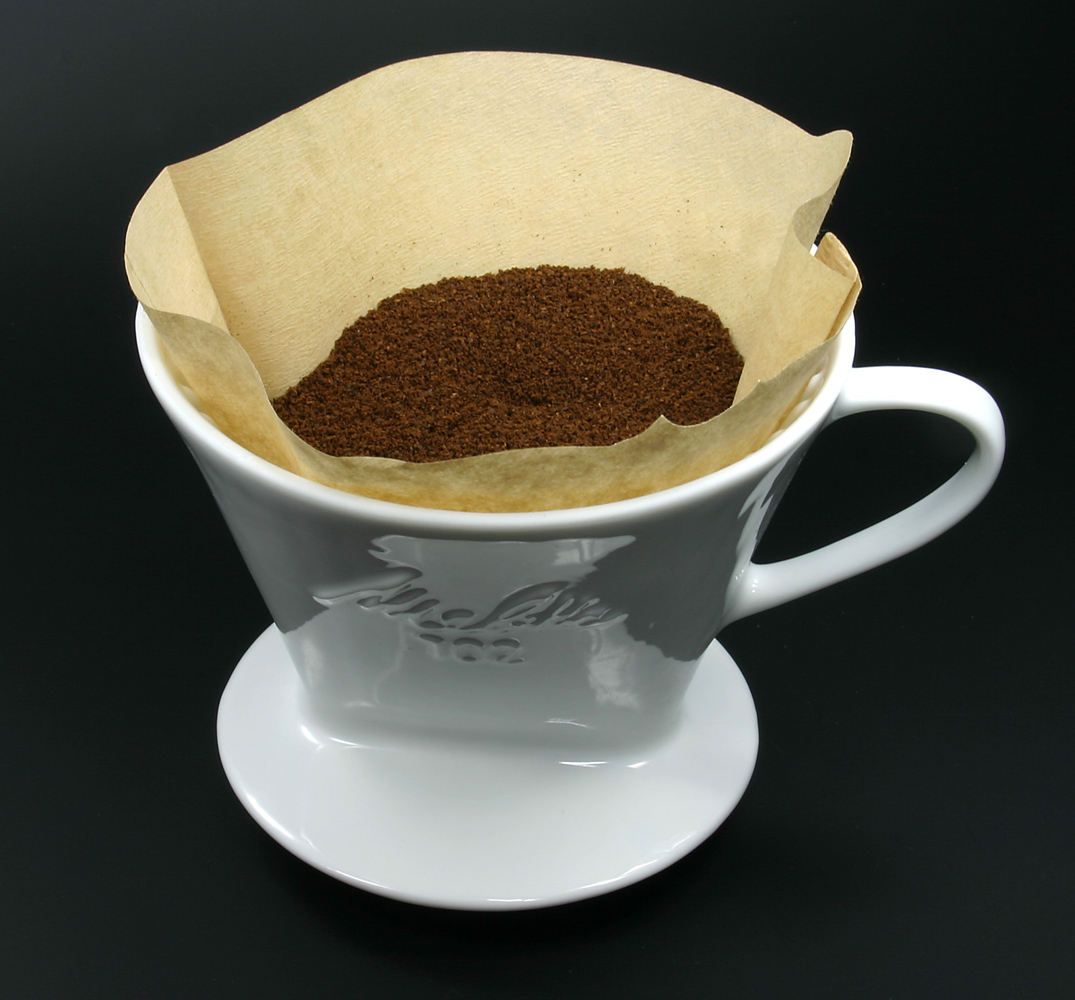
Uso do filtro de café

Filtro de café (também conhecido como coador de café), é um utensílio de cozinha que pode ser feito de papel, pano, plástico ou metal, que tem a função de filtrar a água quente com os grãos moídos para a elaboração da bebida.

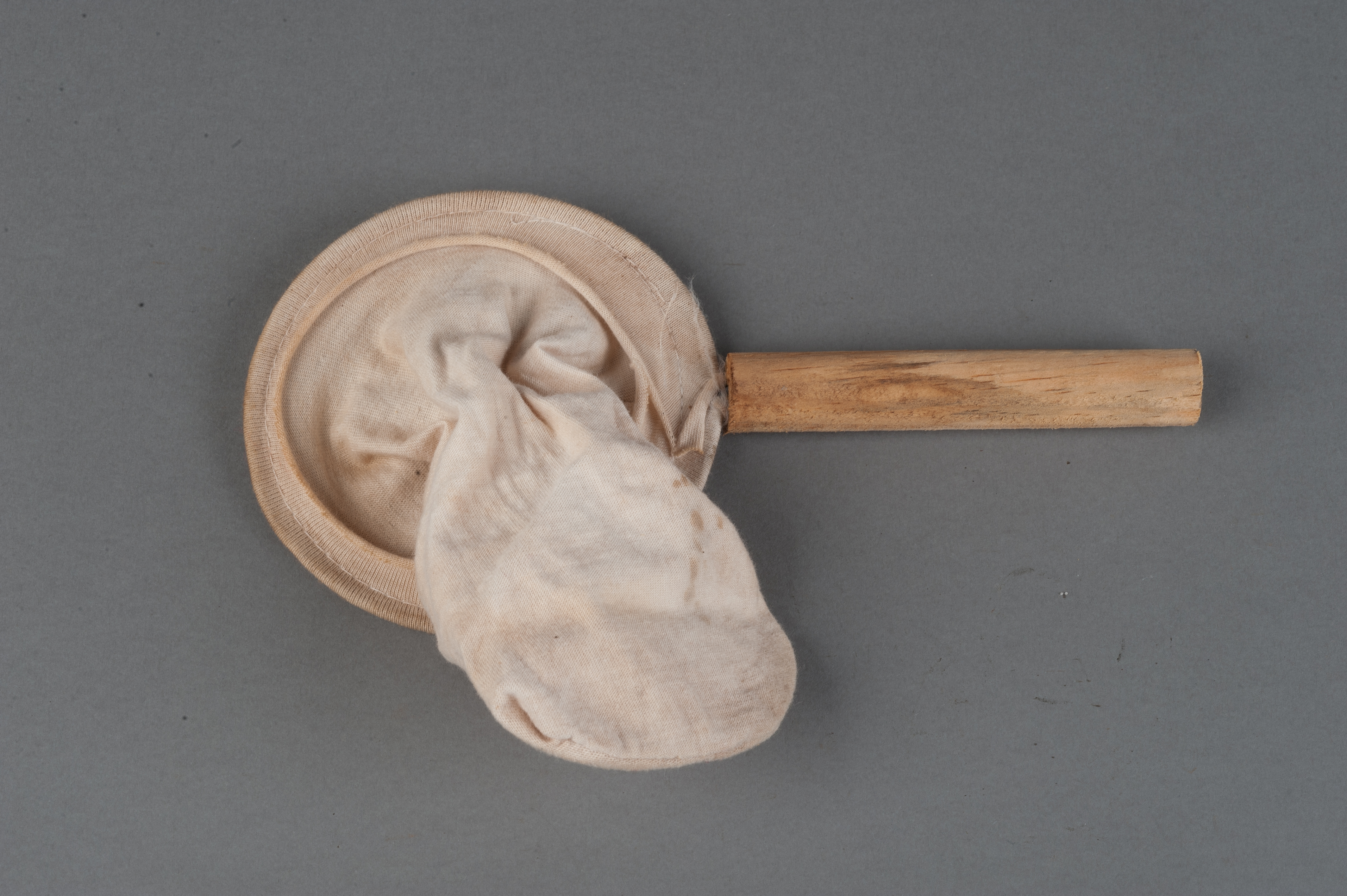
Filtro de pano para café. Objeto do acervo do Museu Paulista - USP.

O filtro, especificamente de papel, foi inventado em 1908 por Melitta Bentz ao tentar eliminar o sabor forte amargo pelo processo de cocção.

## História
Em 8 de julho de 1908, o primeiro filtro de café de papel foi inventado pela dona de casa alemã Melitta Bentz. Ela queria remover o gosto amargo causado pela fervura de pó solto ou usando o método típico de linho para fazer café. No final do século XIX e início do século XX, os filtros eram de cerâmica ou metal, mas possuíam furos muito pequenos. Ela patenteou sua invenção e, alguns meses depois, registrou a empresa M.Bentz, que inicialmente operava em seu apartamento.
Em 1915, como Melitta, já em outra sede, contava com seu marido e seus dois filhos, além de mais quinze funcionários.
Em 1925, foram introduzidas as cores verde e vermelho, características da marca atualmente. Em 1927, a fábrica foi transferida para Minden e uma década depois, o formato do filtro assumiu o que é utilizado nos dias de hoje.

## Filtro de papel
Os filtros de café de papel são feitos de papel de filtro de cerca de 100 g/m². A crimpagem das laterais permite que o café flua livremente entre o filtro e o funil de filtração. As matérias-primas (polpa) para o papel de filtro são fibras longas e grossas, geralmente de árvores de crescimento rápido. São feitas as qualidades branqueada e não branqueada.
Normalmente, os filtros de café são feitos de filamentos de aproximadamente 20 micrômetros de largura, o que permite a passagem de partículas com menos de aproximadamente 10 a 15 micrômetros.
Para que um filtro seja compatível com uma cafeteira, ele precisa ter formato e tamanho específicos. Os filtros comuns nos Estados Unidos são aqueles em forma de cone #2, #4 e #6, bem como filtros em forma de cesta em um tamanho de 8-12 copos. Outros parâmetros importantes são resistência, compatibilidade, eficiência e capacidade.
Se um filtro de café não tiver resistência suficiente, ele rasgará ou romperá, permitindo que os grãos de café passem para a cafeteira. Compatibilidade descreve a resistência de um meio filtrante à degradação por calor e ataque químico; um filtro que não é compatível com o líquido que passa por ele pode quebrar, perdendo resistência (falha estrutural). Eficiência é a retenção de partículas em uma categoria  (tamanho) pré-definida. A eficiência é ditada pelas partículas ou substâncias a serem removidas. Um filtro de malha grande pode ser eficiente na retenção de partículas grandes, mas ineficiente na retenção de partículas pequenas. Capacidade é a habilidade de "reter" as partículas removidas anteriormente, enquanto permite mais fluxo. Um filtro muito eficiente pode mostrar baixa capacidade, causando aumento da resistência ao fluxo ou outros problemas, pois obstrui prematuramente e aumenta a resistência ou cria problemas de fluxo. Um equilíbrio entre a captura de partículas e os requisitos de fluxo deve ser atendido, garantindo a integridade.

## Outros tipos
Filtros de metal são usados para preparar o café gelado vietnamita Cà phê sữa đá, o café filtrado indiano, entre outros.
O café gelado vietnamita utiliza-se de um filtro de metal com compartimento para o café moído e a água, além de uma espátula (como uma placa) que deve ser colocada sobre os grãos de café moído, ajustando para ficar mais soltos ou mais compactos, o que dará uma intensidade mais forte ou fraca ao sabor do café. Para este tipo de bebida, a moagem dos grãos é um pouco diferente da tradicional, sendo mais grossa e escura. Estes filtros já podem ser encontrados no mercado brasileiro, em lojas de departamento populares.
Já o filtro para o café indiano é composto de dois utensílios que podem ser de aço inox, cobre ou latão. Em um dos utensílios ficam dois compartimentos, um para o pó de café e a água quente e outro para o café escorrido, que pode levar até trinta minutos para filtrar. No outro utensílio que se assemelha a um copo, é colocado o leite, onde depois se adiciona o café filtrado.